# Điều lệ Đảng Cộng sản Liên Xô
Điều lệ Đảng Cộng sản Liên Xô (tiếng Nga: Уста́в Коммунисти́ческой па́ртии Сове́тского Сою́за; viết tắt tiếng Nga: Устав КПСС) là văn bản pháp lý cơ bản của Đảng Cộng sản Liên Xô.

Đảng huy Đảng Cộng sản Liên Xô

Điều lệ quy định quyền và trách nhiệm của Đảng viên, nguyên tắc tổ chức, hành động và mục tiêu hoạt động của Đảng. Đảng viên và các tổ chức Đảng đều phải thực hiện theo điều lệ Đảng.
Điều lệ Đảng được sửa đổi, bổ sung hoặc phê chuẩn đều do Đại hội Đảng hoặc Hội nghị Đảng toàn quốc thông qua.

## Các chương
Điều lệ Đảng Cộng sản Liên Xô gồm các chương sau:
- Phần mở đầu
- Chương I: Đảng viên, quyền và nhiệm vụ
- Chương II: Đảng viên dự bị
- Chương III: Tổ chức Đảng và dân chủ trong Đảng
- Chương IV: Các cơ quan của Đảng
- Chương V: Tổ chức Đảng ở địa phương
- Chương VI: Tổ chức Đảng cấp cơ sở
- Chương VII: Đảng và Đoàn
- Chương VIII: Tổ chức Đảng trong quân đội
- Chương IX: Đảng với các tổ chức phi chính trị
- Chương X: Đảng phí

## Các lần sửa đổi
- Đại hội II Đảng Lao động Dân chủ Xã hội Nga (1903): Đại hội chính thức thông qua Điều lệ Đảng Lao động Dân chủ Xã hội Nga. Điều lệ quy định tổ chức tối cao của Đảng là Đại hội, Ban Chấp hành Trung ương là cơ quan chỉ đạo. Các cơ quan Đảng và báo Iskra (tiếng Nga: И́скра) thực hiện vai trò chỉ đạo tư tưởng. Tại Đại hội 2 nhóm Bolshevik và Menshevik đưa ra nhiều quan điểm khác nhau về Ban Chấp hành Trung ương, nhưng Điều lệ Đảng vẫn được thông qua.
- Đại hội III Đảng Lao động Dân chủ Xã hội Nga (1905): Đại hội sửa đổi bổ sung, đưa Ban Chấp hành Trung ương là cơ quan quyền lực giữa 2 kỳ Đại hội.
- Đại hội IV Đảng Lao động Dân chủ Xã hội Nga (1906): Theo thảo luận trong Đảng, các nhóm đưa ra nguyên tắc tập trung dân chủ.
- Đại hội V Đảng Lao động Dân chủ Xã hội Nga (1907): Quy định việc Đại hội bầu Ban Chấp hành Trung ương và bổ nhiệm các trưởng ban trong Đảng.
- Hội nghị VI Đảng Lao động Dân chủ Xã hội Nga (1912): Quy định việc kết nạp Đảng viên.
- Đại hội VI Đảng Lao động Dân chủ Xã hội Nga (1917): Quy định việc giới thiệu vào Đảng bởi 2 đảng viên. Tước đảng tịch cần tổ chức cuộc họp ở chi bộ quyết định. Đại hội bầu Ủy ban Kiểm soát Trung ương.
- Hội nghị VIII Đảng Cộng sản Nga (1919): Cơ sở của Đảng là chi bộ. Quy định thời gian dự bị trước khi cấp đảng tịch. Tổ chức các cơ quan của Đảng.
- Hội nghị XII Đảng Cộng sản Nga (1922): Thành lập các cơ quan giải quyết các vi phạm Chương trình và Điều lệ Đảng.
- Đại hội XIV Đảng Cộng sản Liên Xô (1925): Sửa đổi cơ quan giải quyết vi phạm chương trình và Điều lệ Đảng
- Đại hội XVII Đảng Cộng sản Liên Xô (1934): Quy định vai trò Đảng Cộng sản. Ủy ban Kiểm soát Trung ương được chuyển đổi thành Ủy ban Kiểm tra Trung ương.
- Đại hội XVIII Đảng Cộng sản Liên Xô (1939): Quy định vai trò Đảng viên. Quy định chi tiết Hội nghị Đảng.
- Đại hội XIX Đảng Cộng sản Liên Xô (1952): Quy định nhiệm vụ Hội nghị Đảng. Đổi tên Bộ Chính trị thành Đoàn Chủ tịch, bãi bỏ Orgburo.
- Đại hội XX Đảng Cộng sản Liên Xô (1956): Quy định đảng bộ gồm 50000 đảng viên.
- Đại hội XXII Đảng Cộng sản Liên Xô (1961)
- Đại hội XXIII Đảng Cộng sản Liên Xô (1966)
- Đại hội XXIV Đảng Cộng sản Liên Xô (1971)
- Đại hội XXVII Đảng Cộng sản Liên Xô (1986)